# Gustaf Adolf Bergenstråhle
Gustaf Adolf Bergenstråhle, född 27 december 1789 i Kyrkslätts socken i Nyland, död 15 juli 1838 i Haparanda, var en svensk militär.
Bergenstråhle var son till generalmajoren Johan Bergenstråhle, som var chef för Västerbottens regemente. Han blev kadett vid Haapaniemi krigsskola 1801 och vid Krigsakademien på Karlberg 1803 samt utexaminerades därifrån 1808. Samma år blev han sergeant vid Västerbottens regemente, fänrik där 1808, löjtnant 1812 och kapten 1818. Han tog avsked 1819 men kvarstod som kapten i armén, där han blev major 1829. År 1821 hade han blivit gränsbefälhavare i Haparanda men tillträdde i augusti 1836 som postmästare i samma stad och med titeln postkommissarie. Han var riddare av Svärdsorden.
Han gifte sig 1812 i Torneå med Elisabeth Margareta Govenius, som avled 1879 i Haparanda. Makarna efterlämnar många ättlingar i Norrbotten.